# Friedrich von Schlegel
Karl Wilhelm Friedrich (később: von) Schlegel (Hannover, 1772. március 10. – Drezda, 1829. január 12.) filozófus, író, műkritikus.
A német romantika (kb. 1790-es évek közepétől a 19. század közepéig) filozófiai és művészeti szempontból is jelentős képviselője. Testvérével August Wilhelm Schlegellel (aki maga is jelentős író, esztéta, műfordító és kritikus) 1799-ben megalapítják az Athenäum című folyóiratot, mely a korai romantika egy alapvető orgánuma. Friedrich legjelentősebb regénye a Lucinde, mely Julius és Lucinde kapcsolatán keresztül vezet a szerelem, a társadalom és a filozófia kérdéseihez.

## Filozófiai munkássága
Friedrich Schlegel filozófiája a művészet és a filozófia viszonyának elemzéséből bontakozik ki. Schlegel szerint a tapasztalat egyfelől csak a műalkotásban nyilvánul meg, másfelől a művészet számára viszont nélkülözhetetlen a filozófia, mert a műalkotás által létrejövő tapasztalatok a filozófia útján rögzülnek és válnak érthetővé.
Schlegel radikálisan szembehelyezkedik egyrészt az alaptétel-filozófiával, melyet Reinhold dolgozott ki, a hiteles Kant-értelmezés körvonalazása érdekében; másrészt szemben áll az idealizmus álláspontjával, hiszen idealizmus alatt azt érti, hogy a tudat olyan, önmagának elégséges fenomén, ami még saját fennállásának előfeltételeit is képes önmagából érthetővé tenni. A tudás és a lét e teljes egybeesésének lehetőségét Schlegel minden formában tagadja. Az a meggyőződése, hogy a tudat működése egy olyan alapra vezethető vissza, mely maga nem észszerű, és teljes egészében soha nem is válhat észszerűvé. Így, abszolút igazság hiányában, abszolút érthetőség sem lehetséges. Abból pedig, hogy a gondolkodás számára az abszolútum nem elérhető a tudat töredékességére és részlegességére következtet (pl. Hegellel ellentétben). A tudat töredékességéből esztétikai következtetéseket vont le, azaz a filozófia nála a művészet által teljesedik ki. Álláspontja szerint, a művészetben olyan örök nyitottság adódik számunkra, mely sohasem interpretálható kimerítően és végérvényesen.
Ugyanakkor hangsúlyozza, hogy az abszolútum megismerhetetlensége paradox módon már a róla való előzetes tudást feltételezi. Ez azonban nem lehet valamifajta alaptétel, hanem legfeljebb olyan hipotézisekben nyilvánulhat meg, melyek a kölcsönös meghatározottságot koherensebben biztosítják. E koherencia adja az igazságértékét az interpretációnknak, melyet a világról alkotunk. Az abszolútumhoz közelítő interpretációk elemei olyan hipotézisekként kezelendőek, melyeket nem lehet úgy bővíteni, mintha rögtön az első tökéletesen igazolt és megmagyarázott lenne. Egy sikeres hipotézis elemei kölcsönösen igazolják, illetve mind valószínűbbekké teszik egymást és az őket megalapozó tételt.
Schlegel szerint „a végtelen utáni vágyódásban rejlik a filozófia lényege.” Ez kettős értelemmel bír, egyfelől kifejezi, hogy a végtelen nem birtokolható, másfelől a vágyódás nem szabadulhat meg a végtelenre való irányultságtól. Ezt az irányultságot a műalkotás teljesíti be, amely ha ismeretszerűen nem is foglalja magába, ám sejtetve mégis kifejezésre juttatja azt a végtelenséget, mely csak az abszolútumé.
A műalkotás az allegória, az elmeél és az irónia segítségével fejezi ki azt, ami kifejezhetetlenː az abszolútumot.

## Magyarul
- August Wilhelm Schlegel–Friedrich Schlegel: Válogatott esztétikai írások; vál., szerk., tan., jegyz. Zoltai Dénes, ford. Bendl Júlia, Tandori Dezső; Gondolat, Bp., 1980
- A jénai iskola. Novalis (1772–1801), August Wilhelm von Schlegel (1767–1845), Friedrich von Schlegel (1772–1829), Johann Ludwig Tieck (1773–1853) versei; ford. Csengery Kristóf et al.; Interpopulart, Szentendre, 1994 (Populart füzetek)